# Jens Beck
Jens Beck (* unbekannt) ist ein deutscher Schwimmer, der in den späten 1980er-Jahren aktiv war. Er startete für die SG Lahn-Eder.
Bei den  Deutschen Meisterschaften 1988 und 1989 gewann er jeweils den Titel über 200 m Brust.
Er nahm an den Europameisterschaften 1989 in Bonn teil, wo er in 2:19,17 min Fünfter des B-Finales wurde.
Beck lebt heute in Alaska.